# Mark Eyskens
Mark Eyskens (Lovaina, 23 de abril de 1933) es un político y economista belga.

## Biografía
Primogénito del que también fue primer ministro Gaston Eyskens, nació el 23 de abril de 1933 en Lovaina.
Se doctoró en Derecho, además de en Ciencias Económicas en la Universidad de Lovaina. Miembro del Partido Cristiano Popular (Christelijke Volkspartij), en 1980 fue nombrado ministro de Finanzas, en un mandato que se extendería hasta 1981. Ocupó el cargo de primer ministro de Bélgica entre el 6 de abril y el 17 de diciembre de 1981. Repetiría como ministro de finanzas entre 1981 y 1988. Eyskens, que ejerció de ministro de Asuntos exteriores entre el 19 de junio de 1989 y marzo de 1992 en sendos gobiernos Martens, en el contexto de los días previos al inicio de la operación Tormenta del Desierto definió a Europa como «un gigante económico, un enano político y un gusano militar».